# Daniele Varè
(Daniele Varè, Il diplomatico sorridente, 1900–1940, A. Mondadori Editore, Verona, 1941 )
Daniele Varè (Roma, 12 gennaio 1880 – Roma, 27 febbraio 1956) è stato un diplomatico e scrittore italiano.

## Biografia
Figlio di Giovanni Battista Varè (patriota veneziano nei moti del 1848, parlamentare e ministro del Regno d'Italia) e di madre inglese, Elisabetta Frances Chalmers, passò l'infanzia in Scozia. Nel 1903 fu iniziato alla Massoneria nella Loggia romana "Propaganda Massonica", del Grande Oriente d'Italia.
Entrato in diplomazia nel 1907, presta servizio a Vienna e una prima volta in Cina da giovane segretario di legazione nel 1912. Con lo stesso grado è quindi a Berlino durante gli anni del primo conflitto mondiale, poi a Ginevra presso la Società delle Nazioni (1920-1923). Ricopre in seguito la carica di Ministro d'Italia in Lussemburgo (1926-1927) e di nuovo in Cina (1927-1931).  Qui ha come sottoposto Galeazzo Ciano, Regio Console a Shanghai. Nel 1928 firma il trattato di commercio tra l'Italia e la Repubblica di Cina di Chiang Kai-shek. Termina la carriera come Ministro in Danimarca (1931-1932) , in quanto viene anticipatamente collocato a riposo dal regime fascista insieme a vari altri diplomatici.
Si dedica quindi all'attività di scrittore, pubblicando dapprima in lingua inglese, nel 1935, The Maker of the Heavenly Trousers, una novella ambientata nella Cina del tempo, come anche le successive: The Gate of the happy sparrows e The temple of costly experience. Il libro autobiografico  che lo rese famoso, Laughing Diplomat, viene pubblicato nel 1938. 
I volumi escono poi in italiano negli anni '40: nel 1941 Il diplomatico sorridente e nel 1944 Il creatore dei celesti pantaloni, opera questa tradotta in molte lingue e ripubblicata in inglese dalla Penguin book ancora nel 2013.
È sepolto al cimitero del Verano.

## Opere
- Daniele Varè, Le cinque tigri, Bemporad & figlio, 1921.
- Daniele Varè, La gabbia d'avorio, Bemporad & figlio, 1922.
- Daniele Varè, L'albero dell'eterna sfortuna, Bemporad & figlio, 1922.
- Daniele Varè, Storia d'Inghilterra. Vol.I e Vol.II, Bemporad & figlio, 1923.
- Daniele Varè, I voli del Leone alato: per i ragazzi dai dieci ai sessant'anni, Bemporad & figlio, 1924.
- Daniele Varè, Il diplomatico sorridente: 1900-1940, Milano, Mondadori, 1941.
- Daniele Varè, Il creatore dei celesti pantaloni, Milano, Mondadori, 1944.
- Daniele Varè, Gaia melodia, Milano, Mondadori, 1944.
- Daniele Varè, Il tramonto dei re, Longanesi & C., 1950.
- Daniele Varè, Il romanzo di un cane, Longanesi & C., 1951.
- The Gate of the happy sparrows, 1937
- The temple of costly experience, 1939
- Pietroburgo 1915, 1939